# Ioan Matei
Ioan Matei (n. 26 septembrie 1886, Hidiș, azi Podeni, - d. 1953) a fost un deputat în Marea Adunare Națională de la Alba Iulia, organismul legislativ reprezentativ al tuturor românilor din Transilvania, Banat și Țara Ungurească, cel care a adoptat hotărârea privind Unirea Transilvaniei cu România, la 1 decembrie 1918.

## Biografie
Ioan Matei s-a născut în satul Podeni (în trecut, Hidiș) și a fost delegat al Cercului Vințu de Sus. Studiile de medicină le-a făcut la Cluj. A fost ales senator in anul 1932. A fost medic primar de specialitate dermato-venerolog la Ambulatorul veneric Brăila.

## Studii
De la 1 octombrie 1919 a fost numit asistent la Clinica dermato-venerică a Facultății de medicină din Cluj. De la 1 octombrie 1930 și până la refugiul din 1940, a fost medic șef la Ambulatorul Policlinicii Oradea.

## Viața și activitatea
În contextul Primului Război Mondial, în septembrie 1914, a fost recrutat ca medic în mai multe spitale militare de pe frontul italian, revenind în comuna natală la sfârșitul anului 1918 cu scopul organizării Gărzilor Naționale Române din regiune.
A fost ales ca delegat al comunei sale la Marea Adunare Națională de la Alba-Iulia din 1 decembrie 1918 și era căsătorit cu Aurelia Bonțidean, având doi copii: Ioan și Xenia. Între 1919-1940, a ocupat diferite funcții importante (medic secundar la spitalul din Kaposvár, consilier sectorial al Consiliului Dirigent al Transilvaniei din Sibiu, unde a lucrat sub conducerea prof Iuliu Moldovan.
Din 1919 devine asistent la Clinica Dermato-Venerică din Cluj, fiind numit de la 1 octombrie 1920 director al Ambulatoriului Policlinic din Oradea, lucrând pe acest post timp de 20 de ani. Devine președintele onorific al Clubului de Educație Fizică din Oradea în anul 1933, dar și președinte al Colegiului Medicilor din Oradea. Între cele două războaie mondiale a fost senator de Bihor în Senatul țării la București. Din 1940, s-a stabilit definitiv la Brăila, unde a devenit medic primar al Policlinicii locale și președintele secției locale a Societății Refugiaților din Ardeal. A murit la Brăila în 24 martie 1953.